# منتخب موزمبيق لكرة السلة للسيدات
منتخب موزمبيق الوطني لكرة السلة للسيدات هو ممثل موزمبيق الرسمي في المنافسات الدولية في كرة السلة للسيدات.